# Anglefort
Anglefort és un municipi francès situat al departament de l'Ain i a la regió d'Alvèrnia-Roine-Alps. L'any 2007 tenia 918 habitants.

## Demografia

### Població
El 2007 la població de fet d'Anglefort era de 918 persones. Hi havia 376 famílies de les quals 104 eren unipersonals (48 homes vivint sols i 56 dones vivint soles), 120 parelles sense fills, 124 parelles amb fills i 28 famílies monoparentals amb fills.
La població ha evolucionat segons el següent gràfic:
Habitants censats

### Habitatges
El 2007 hi havia 510 habitatges, 378 eren l'habitatge principal de la família, 89 eren segones residències i 43 estaven desocupats. 431 eren cases i 77 eren apartaments. Dels 378 habitatges principals, 276 estaven ocupats pels seus propietaris, 93 estaven llogats i ocupats pels llogaters i 9 estaven cedits a títol gratuït; 3 tenien una cambra, 17 en tenien dues, 66 en tenien tres, 127 en tenien quatre i 165 en tenien cinc o més. 334 habitatges disposaven pel capbaix d'una plaça de pàrquing. A 165 habitatges hi havia un automòbil i a 182 n'hi havia dos o més.

### Piràmide de població
La piràmide de població per edats i sexe el 2009 era:
| Homes | Edats   | Dones |
| ----- | ------- | ----- |
| 0     | 95 o +  | 4     |
| 0     | 90 a 94 | 4     |
| 4     | 85 a 89 | 8     |
| 8     | 80 a 84 | 8     |
| 24    | 75 a 79 | 12    |
| 8     | 70 a 74 | 12    |
| 12    | 65 a 69 | 28    |
| 24    | 60 a 64 | 20    |
| 16    | 55 a 59 | 32    |
| 32    | 50 a 54 | 32    |
| 48    | 45 a 49 | 16    |
| 28    | 40 a 44 | 36    |
| 16    | 35 a 39 | 20    |
| 36    | 30 a 34 | 20    |
| 20    | 25 a 29 | 12    |
| 12    | 20 a 24 | 20    |
| 44    | 15 a 19 | 28    |
| 40    | 10 a 14 | 20    |
| 28    | 5 a 9   | 20    |
| 12    | 0 a 4   | 16    |

## Economia
El 2007 la població en edat de treballar era de 569 persones, 412 eren actives i 157 eren inactives. De les 412 persones actives 391 estaven ocupades (216 homes i 175 dones) i 21 estaven aturades (6 homes i 15 dones). De les 157 persones inactives 56 estaven jubilades, 43 estaven estudiant i 58 estaven classificades com a «altres inactius».

### Ingressos
El 2009 a Anglefort hi havia 392 unitats fiscals que integraven 985,5 persones, la mediana anual d'ingressos fiscals per persona era de 17.545 €.

### Activitats econòmiques
Dels 22 establiments que hi havia el 2007, 1 era d'una empresa alimentària, 1 d'una empresa de fabricació d'altres productes industrials, 9 d'empreses de construcció, 3 d'empreses de comerç i reparació d'automòbils, 1 d'una empresa de transport, 1 d'una empresa d'hostatgeria i restauració, 1 d'una empresa immobiliària, 1 d'una empresa de serveis, 3 d'entitats de l'administració pública i 1 d'una empresa classificada com a «altres activitats de serveis».
Dels 9 establiments de servei als particulars que hi havia el 2009, 1 era un taller de reparació d'automòbils i de material agrícola, 1 paleta, 2 guixaires pintors, 2 fusteries, 1 lampisteria, 1 electricista i 1 perruqueria.
Dels 2 establiments comercials que hi havia el 2009, 1 era una botiga de menys de 120 m² i 1 una peixateria.
L'any 2000 a Anglefort hi havia 18 explotacions agrícoles que ocupaven un total de 423 hectàrees.

## Equipaments sanitaris i escolars
El 2009 hi havia una escola elemental.

## Poblacions més properes
El següent diagrama mostra les poblacions més properes.